# Bistum São José dos Pinhais
Das Bistum São José dos Pinhais (lateinisch Dioecesis Sancti Ioseph Pinealensis, portugiesisch Diocese de São José dos Pinhais) ist eine in Brasilien gelegene römisch-katholische Diözese mit Sitz in São José dos Pinhais im Bundesstaat Paraná.

## Geschichte
Das Bistum São José dos Pinhais wurde am 6. Dezember 2006 durch Papst Benedikt XVI. mit der Apostolischen Konstitution Quo plenius aus Gebietsabtretungen des Erzbistums Curitiba errichtet und diesem als Suffraganbistum unterstellt.

## Bischöfe von São José dos Pinhais
- Ladislau Biernaski CM, 2006–2012
- Francisco Carlos Bach, 2012–2017, dann Bischof von Joinville
- Celso Antônio Marchiori, seit 2017